# Dalzielia
Dalzielia là chi thực vật có hoa trong họ Apocynaceae.